# ド・ドンデ-ワイル理論
ド・ドンデ-ワイル理論（英語: De Donder–Weyl theory）は数理物理学の分野で用いられる変分法および場の古典論におけるハミルトン形式を、時空の時間および空間を等しい立場で扱うよう一般化した方法である。この枠組みでは、力学におけるハミルトニアン形式は一般化され、場が空間と時間の両方で変化する系として表される場の理論となる。場の理論における標準的なハミルトン形式はこの一般化の方法とは異なり、空間と時間を異なる方法で扱い、古典場を時間とともに変化する無限次元の系として記述している。

## 場の理論のド・ドンデ-ワイル理論による定式化
ド・ドンデ-ワイル理論は、ルジャンドル変換と呼ばれる変数変換に基づいている。xi (i = 1, ..., n) を時空座標（通常は空間3次元+時間1次元で n = 4 である）、ya (a = 1, ..., m) を場の変数、L をラグランジアン密度
{\displaystyle L=L(y^{a},\partial _{i}y^{a},x^{i})}
とする。次で定義されるpolymomenta pi
a
{\displaystyle p_{a}^{i}:={\frac {\partial L}{\partial (\partial _{i}y^{a})}}}
およびド・ドンデ-ワイル ハミルトニアン関数 H
{\displaystyle H:=p_{a}^{i}\,\partial _{i}y^{a}-L}
を用いると、ド・ドンデ-ワイル方程式は以下のように表される：
{\displaystyle {\frac {\partial p_{a}^{i}}{\partial x^{i}}}=-{\frac {\partial H}{\partial y^{a}}},\quad {\frac {\partial y^{a}}{\partial x^{i}}}={\frac {\partial H}{\partial p_{a}^{i}}}.}
ド・ドンデ-ワイル ハミルトン形式による場の方程式は共変であり、pi
a , H へのルジャンドル変換が特異でないならばオイラー＝ラグランジュ方程式と同等である。 この理論は、カノニカルなハミルトン形式とは異なる共変ハミルトン場理論の定式化であり、n = 1 の場合ハミルトン力学に帰着される（変分法の作用原理も参照）。
ヘルマン・ワイルが1935年にド・ドンデ-ワイル形式のハミルトン–ヤコビ理論を開発している。
力学のハミルトン形式が位相空間のシンプレクティック幾何学を用いて定式化されているのと同様に、ド・ドンデ-ワイル理論はマルチシンプレクティック幾何学またはポリシンプレクティック幾何学とジェット束の幾何学を使用して定式化できる。
ポアソン括弧のド・ドンデ-ワイル理論への一般化と、Gerstenhaber代数を満たす一般化されたポアソン括弧に関するド・ドンデ-ワイル方程式の表現は、1993年にKanatchikovによって見出された。

## 歴史
現在ド・ドンデ-ワイル理論として知られている形式はテオフィル・ド・ドンデとヘルマン・ワイルによって開発された。 ヘルマン・ワイルは1934年にコンスタンティン・カラテオドリの業績に触発されて提案を行った。そのカラテオドリは、ヴィト・ヴォルテラの業績に基づいて設立された。 一方、ド・ドンデの研究はエリ・カルタンの積分不変量の理論から始まった。ド・ドンデ-ワイル理論は、1930年代からの変分法の一部であり、当初は物理学での応用はほとんど見られなかったが、近年場の量子論や量子重力といった理論物理学の分野に応用されている。
1970年、『幾何学的量子化と量子力学』の著者であるJedrzej Śniatyckiは、ド・ドンデとワイルの研究に基づいてジェット束の不変な幾何学的定式化を開発した。1999年、Igor Kanatchikovはド・ドンデ-ワイル共変ハミルトン場の方程式をDuffin-Kemmer-Petiau行列で定式化できることを示した。